# Montrol-Sénard
Montrol-Sénard (tiếng Occitan: Monsteiròu) là một xã của tỉnh Haute-Vienne, thuộc vùng Nouvelle-Aquitaine, miền trung nước Pháp.